# Richeria obovata
Richeria obovata är en emblikaväxtart som först beskrevs av Johannes Müller Argoviensis, och fick sitt nu gällande namn av Ferdinand Albin Pax och Käthe Hoffmann. Richeria obovata ingår i släktet Richeria och familjen emblikaväxter. Inga underarter finns listade i Catalogue of Life.